# Thelypteris ornata
Thelypteris ornata là một loài thực vật có mạch trong họ Thelypteridaceae. Loài này được (J. Sm.) Ching miêu tả khoa học đầu tiên năm 1936.